# Rue Charles-Viguerie
Place Raymonde-Fournet
La rue Charles-Viguerie (en occitan : carrièra Carles Vigariá) est une voie de Toulouse, chef-lieu de la région Occitanie, dans le Midi de la France. Au nord, la petite place qui fait face à la rue du Crucifix est la place Raymonde-Fournet (en occitan : plaça Ramonda Fornet).

## Situation et accès

### Description
La rue Charles-Viguerie est une voie publique. Elle traverse le quartier Saint-Cyprien.
Elle est longue de 314 mètres.
La chaussée compte une voie de circulation automobile, à double sens entre le Pont-Neuf et l'entrée de l'hôtel-Dieu Saint-Jacques, puis à sens unique jusqu'à la place Bernard-Lange. Elle est définie comme une zone de rencontre et la vitesse y est limitée à 20 km/h. Il n'existe pas de piste, ni de bande cyclable, quoiqu'elle soit à double-sens cyclable sur toute sa longueur.

### Voies rencontrées
La rue Charles-Viguerie rencontre les voies suivantes, dans l'ordre des numéros croissants (« g » indique que la rue se situe à gauche, « d » à droite) :
1. Rue de la République (g)
2. Pont-Neuf (d)
3. Grande-rue Saint-Nicolas (g)
4. Port Viguerie (d)
5. Quai de l'Exil-Républicain-Espagnol - accès piéton (d)
6. Place Raymonde-Fournet (d)
7. Rue du Crucifix (g)
8. Quai de l'Exil-Républicain-Espagnol - accès piéton (d)
9. Place Bernard-Lange

### Transports
La rue Charles-Viguerie n'est pas directement desservie par les transports en commun Tisséo. Cependant, elle débouche au sud sur le pont Neuf, où se trouvent les arrêts de la navette Ville. La station de métro la plus proche est la station Saint-Cyprien – République, sur la ligne de métro .
Les stations de vélos en libre-service VélôToulouse les plus proches sont les stations no 75 (12 place Charles-Laganne), no 76 (34 rue de la République) et no 79 (1 place Bernard-Lange).

## Odonymie
La rue porte le nom de Charles Marguerite Guillaume Viguerie (1779-1855). Il naît dans une famille de chirurgiens – son père, Jean Viguerie, est chirurgien en chef de l'hôtel-Dieu Saint-Jacques, tandis que son oncle et parrain, Guillaume Cazaubon, est professeur au collège de chirurgie. En 1801, il est l'adjoint de son père à l'Hôtel-Dieu, qu'il remplace l'année suivante après son décès. Il se consacre également à l'enseignement puisqu'il est professeur de clinique interne à l'École secondaire de médecine de 1806 à 1851. Il est également conseiller général de la Haute-Garonne pour le canton de l'Ouest entre 1833 et 1848. 
C'est en 1860, par décision du conseil municipal, que le nom de Charles Viguerie fut donné à cette rue. Au XVe siècle, la partie la plus ancienne de la rue, entre la grande-rue Saint-Nicolas et la rue du Crucifix, était désignée comme la rue des Tripiers, la rue Tripières, ou encore la rue Tripières-Vieilles, pour la distinguer d'une autre rue du quartier de la rue Saint-Rome, la rue Tripière. Ces noms s'appliquaient d'ailleurs aussi à la rue – plus proche – du Crucifix. Elle le devait à la présence de bouchers et de tripiers (tripièrs en occitan). À partir du XVIIe siècle, lorsque la rue est prolongée jusqu'au Pont-Neuf, sans que ce nom disparaisse, on lui trouve aussi celui de rue Neuve ou rue Neuve-de-l'Hôpital. En 1794, pendant la Révolution française, elle fut renommée rue de l'Hospitalité, sans que cette appellation subsiste.
Le conseil municipal du 29 janvier 2021 a donné à la place qui fait face à la rue du Crucifix le nom de Raymonde Fournet (1932-2020). Élève infirmière à l'école de la Croix-Rouge, elle commence sa carrière à l'hôpital de Purpan. Elle est surveillante-chef à l'hôtel-Dieu Saint-Jacques en 1967, puis infirmière générale des hôpitaux de Toulouse en 1976.

## Patrimoine et lieux d'intérêt

### Immeubles
- no  1 et 3 : immeubles. 
Les deux immeubles, construits dans la première moitié du XVIIIe siècle, présentent la même façade de style classique, qui s'élèvent sur deux étages décroissants et séparés par des cordons. Le rez-de-chaussée est percé d'une ouverture de boutique et d'une porte piétonne en plein cintre ornée d'une imposte en fer forgé portant le monogramme M (actuel no 1) ou DD (actuel no 3). Aux étages, les fenêtres ont des chambranles en brique et pierre alternées[8],[9].

- no  11 : immeuble. L'immeuble, de style néo-classique, est construit à la fin du XVIIIe siècle, entre les rues Cujette, Saint-Nicolas et Charles-Viguerie. Il s'élève sur trois niveaux : un rez-de-chaussée, un étage et un comble à surcroît. Le rez-de-chaussée est rythmé par de grandes arcades en plein cintre. Les étages sont éclairés par des fenêtres rectangulaires. L'élévation est surmontée par large corniche moulurée[10].

- no  15 : maison. 
La maison est construite dans les années 1930 dans le style Art déco influencé par le régionalisme néo-basque, très populaire à Toulouse durant l'entre-deux-guerres. Elle présente une façade dissymétrique. Le rez-de-chaussée est percé d'une porte latérale et deux fenêtres rectangulaires et étroites, tandis que l'étage est largement éclairé par deux fenêtres en plein cintre de dimensions différentes et dotées de petits balconnets. Les élévations sont couvertes par un toit à deux pans dissymétriques[11].

- no  27 : immeuble. 
L'immeuble est construit au milieu du XIXe siècle. Il présente sur la rue une façade de style néo-classique, caractéristique du goût de la Restauration à Toulouse avec l'utilisation d'un décor en terre cuite. Il s'élève sur deux étages, séparés par un cordon finement mouluré. Au 1er étage, les hautes fenêtres donnent accès au balcon qui possède un garde-corps en fonte aux motifs géométriques. Elles sont voûtées en plein cintre et ont des agrafes ornées de feuilles en terre cuite. Entre les fenêtres prennent place de grandes couronnes de fleurs et de fruits, et, au-dessus des fenêtres, des couronnes plus petites. Au 2e étage, les fenêtres sont rectangulaires et ont des garde-corps en fonte. L'élévation est couronnée par une corniche moulurée[12].

- no  37 : maison Fieux (1863)[13].

### Port Viguerie
Les travaux du port Saint-Cyprien (ou port Viguerie) s'inscrivent dans le cadre des aménagements urbains qui sont réalisés par les États de Languedoc dans la deuxième moitié du XVIIIe siècle : creusement du canal de Brienne entre 1765 et 1776, construction et aménagement des quais et des ports de la Daurade et Saint-Pierre en rive droite de la Garonne entre 1766 et 1780, et du cours Dillon en rive gauche entre 1781 et 1788. En 1777, les destructions provoquées par une nouvelle inondation de la Garonne pousse les capitouls à élever un mur de protection, ainsi qu'un port fluvial pour servir au commerce du faubourg Saint-Cyprien. Le projet en est confié à l'ingénieur de la ville, Étienne Carcenac. En 1783, les travaux commencent après le difficile achat des propriétés qui bordent le fleuve. Ils comprennent un mur de quai, qui va de l'hôpital de la Grave jusqu'au Pont-Neuf, et l'aménagement d'un port, en forme de fer à cheval et fermé par une porte. Les murs sont construits en maçonnerie de brique avec un remplissage de cailloux, tandis que la banquette, les pilastres et le cordon qui court tout le long sont en pierre de taille. Les travaux sont achevés en 1788.
En 2004, l'agence d'architecture Munvez/Castel/Morel est choisie pour la construction d'une passerelle piétonne reliant le quai, au niveau de l'hôpital de La Grave, et le jardin Raymond-VII. En 2017, dans le cadre des travaux d'urbanisme menés par l'urbaniste Joan Busquets, le mur du quai est restauré et une promenade-belvédère est aménagée  son sommet pour relier le pont Saint-Pierre au port, tandis qu'une aire de jeux est aménagée le long de la rue Charles-Viguerie.